# Solanum hazenii
Solanum hazenii är en potatisväxtart som beskrevs av Nathaniel Lord Britton. Solanum hazenii ingår i släktet skattor som ingår i familjen potatisväxter. Inga underarter finns listade i Catalogue of Life.